# Robert E. Lee (staty)

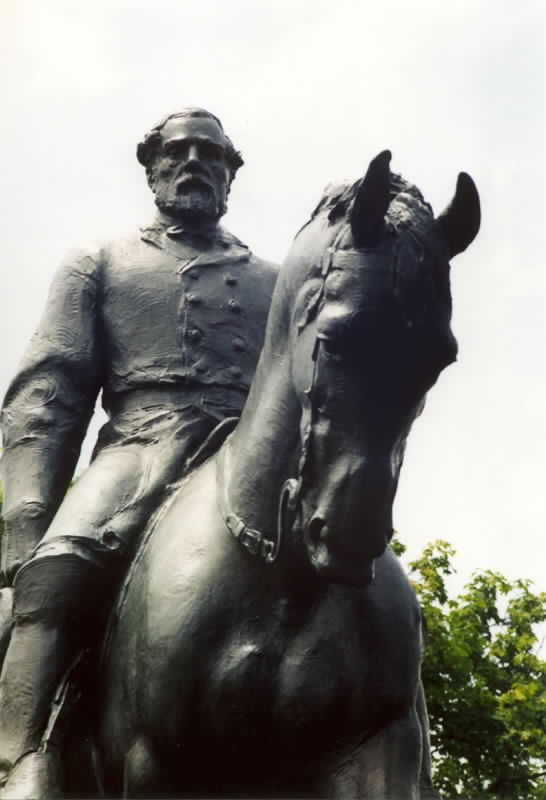
Detaljbild av statyn

Robert Edward Lee (staty) är en ryttarstaty över sydstatsgeneralen Robert E. Lee och hans häst Traveller. Den stod mellan 1924 och 2021 i Emancipation Park i Charlottesville i Virginia i USA. 
År 2017 beslutade Charlottesvilles kommunstyrelse att ta ned statyn på grund av dess nära koppling till rasism och slaveri i USA. Beslutet ledde till uppmärksammade upplopp av vit makt-anhängare i staden. I juli 2021 monterades statyn ned och flyttades till en lagerbyggnad.

## Skulpturen
Finansmannen Paul Goodloe McIntire tog 1917 initiativ till och beställde en staty över Robert E. Lee av skulptören Henry Shrady (1871–1922). Det var den andra av fyra statyer som han beställde av medlemmar av National Sculpture Society för att resas i Charlottesville. I syfte att placera Lee-skulpturen köpte han ett kvarter i staden, i vilket han lät riva befintlig bebyggelse för att skapa det torg, som senare kom att kallas Lee Park. Detta torg var det första av fyra öppna platser som McIntyre donerade till staden Charlottesville.
Henry Shrady var kroniskt sjuk när han fick uppdraget och arbetade långsamt med skulpturen. När han dog 1922, var den ännu inte färdig. Arbetet slutfördes av Leo Lentelli (1879–1961), och statyn invigdes i maj 1924. En jämförelse med en maquette av Shrady visar att Lentellis version är mindre livligt gestaltad än vad Shrady hade i sinnet. Skulpturen är ungefär 7,9 meter hög. Den ovalt formade granitsockeln har inskriptionen "Robert Edward Lee" samt årtalen 1807 och 1870.
Porträttet av Lee är allvarligt där han sitter upprätt på sin häst Traveller. Han är avbildad i uniform och är behandskad och håller sin hatt i höger hand mot hästens manke. Den vänstra armen är böjd och han håller in Traveller med tyglarna. Hans ben är stelt hållna med stövlarna i stigbyglarna. Ett svärd är draget från slidan på hans vänstra sida. Hästen Traveller är avbildad i snabb trav.

## Diskussioner om att flytta statyn

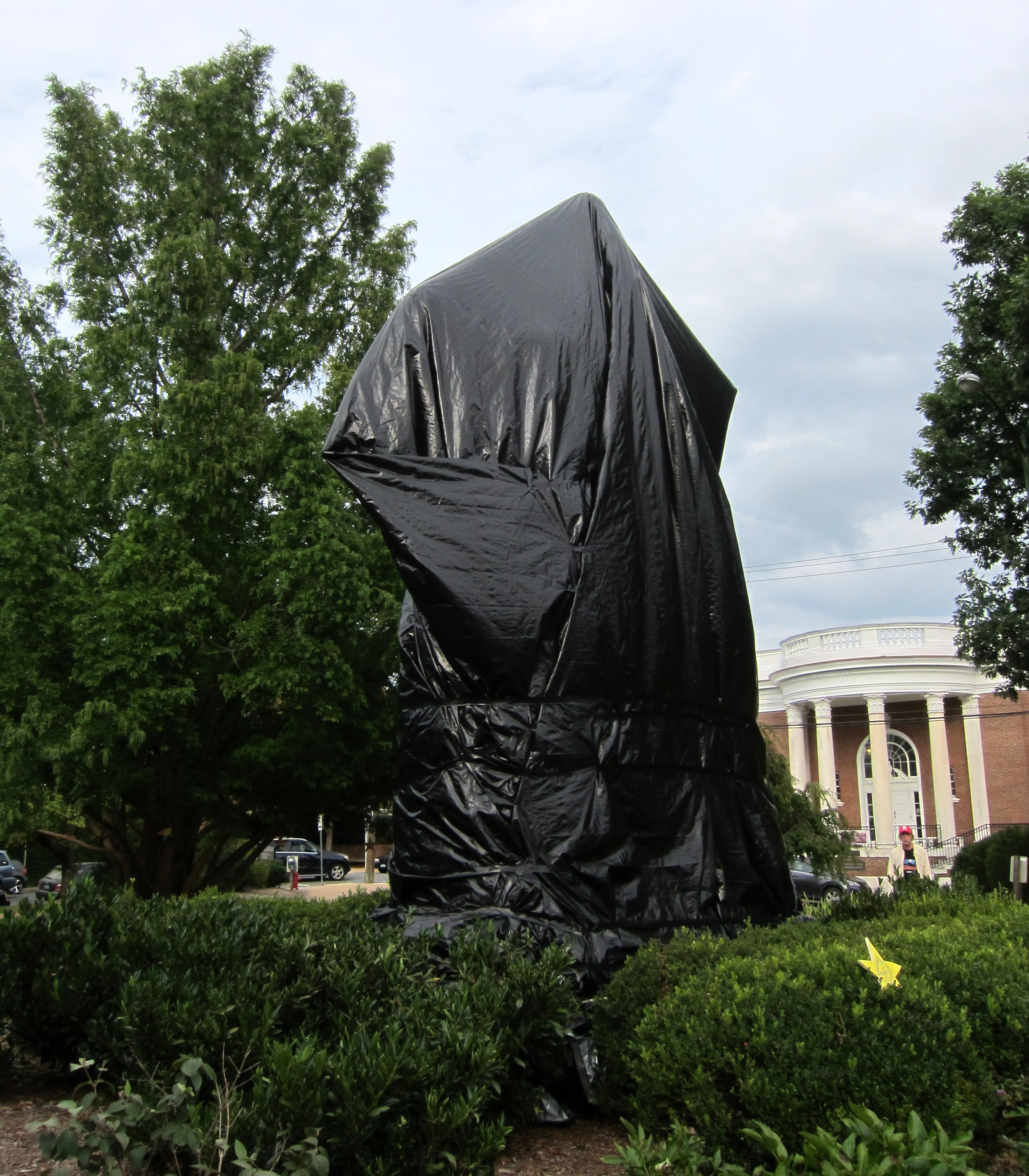
Statyn efter att den täckts i svart.

I mars 2016 anmodade stadens viceborgmästare kommunstyrelsen att avlägsna statyn och döpa om Lee Park med argumentet att statyn genom sin placering där visade bristande respekt för en del av stadens befolkning. Den lokala avdelningen av NAACP stödde denna begäran. Andra i staden framförde som argument för att behålla statyn att Robert E. Lee var historiskt betydelsefull och hade varit viktig för att skapa försoning i delstaten och i unionen efter inbördeskriget. I april 2016 tillsatte kommunstyrelsen en kommission, Blue Ribbon Commission on Race, Monuments and Public Spaces, för att avge en rekommendation beträffande statyerna av generalerna Stonewall Jackson på Court Square och  Robert Edward Lee i Lee Park, samt några andra minnesmärken. Kommissionen rekommenderade i december att Lee-statyn skulle flyttas till McIntire Park i Charlottesville och att Jackson-statyn skulle behållas på sin befintliga plats.
Kommunstyrelsen röstade i februari 2017 med tre röster mot två att avlägsna statyn över Lee, samt i enighet att döpa om Lee Park till Emancipation Park.
Detta ledde till stämning i mars 2017 av ett antal intressenter för att hindra avlägsnandet av statyn över Lee och också den över Jackson. Grunden för stämningen var påstått brott mot en delstatslag om skyddande av monument från inbördeskriget samt åsidosättande av de villkor mot vilka staden mottagit donationen av McIntire.
I april 2017 beslöt kommunstyrelsen en andra gång att avlägsna statyn från sin plats, att inte sätta upp den på annan plats i Charlottesville och att sälja den till någon intresserad köpare. Den 2 maj 2017 inhiberades kommunstyrelsens beslut av en lokal domstol.
I maj, juli och augusti skedde demonstrationer mot statyns avlägsnande i Charlottesville av bland annat företrädare för alt right-rörelsen och anhängare av den nynazistiska rörelsen. I samband med en demonstration den 12 augusti 2017 dödades en person och skadades nitton andra i en attack av en person som körde in i en grupp anti-demonstranter med en bil.
Den 20 augusti 2017 beslutade stadsfullmäktige att statyn skulle täckas över med ett svart hölje som en symbol för sorgen efter demonstrationen som dödade en kvinna och skadade flera. Statyn täcktes över 23 augusti.
Lördagen den 10 juli 2021 tog staden ner Robert E. Lees staty och flyttade den till ett lager. Samma dag togs också en staty av Stonewall Jackson ner.

## Läs mer
- Om skulpturen i Virginas Register of Historic Landmarks